# Coppa del Mondo juniores di slittino 2011
La Coppa del Mondo juniores di slittino 2010/11, diciottesima edizione della manifestazione organizzata dalla Federazione Internazionale Slittino, è iniziata il 16 dicembre 2010 a Sigulda, in Lettonia e si è conclusa il 28 gennaio 2011 a Igls, in Austria. Si sono disputate sedici gare: cinque nel singolo uomini, nel singolo donne e nel doppio e una gara a squadre in quattro differenti località. La tappa finale di Igls ha assegnato anche il titolo europeo di categoria.
L'appuntamento clou della stagione sono stati i campionati mondiali juniores 2011 disputatisi sulla pista turingia di Oberhof, in Germania, competizione non valida ai fini della Coppa del Mondo.

## Risultati

### Singolo uomini
| Data             | Località             | Nazione  | Primo classificato             | Secondo classificato        | Terzo classificato             |
| ---------------- | -------------------- | -------- | ------------------------------ | --------------------------- | ------------------------------ |
| 16 dicembre 2010 | Sigulda              | Lettonia | Aleksandr Peretjagin Russia    | Georg Reumschüssel Germania | Julian von Schleinitz Germania |
| 18 dicembre 2010 | Sigulda              | Lettonia | Julian von Schleinitz Germania | Aleksandr Peretjagin Russia | Kristaps Mauriņš Lettonia      |
| 15 gennaio 2011  | Altenberg            | Germania | Julius Löffler Germania        | Georg Reumschüssel Germania | Aleksandr Peretjagin Russia    |
| 21 gennaio 2011  | Schönau am Königssee | Germania | Julian von Schleinitz Germania | Dominik Fischnaller Italia  | Kevin Fischnaller Italia       |
| 28 gennaio 2011  | Igls                 | Austria  | Georg Reumschüssel Germania    | Dominik Fischnaller Italia  | Kevin Fischnaller Italia       |

### Singolo donne
| Data             | Località             | Nazione  | Prima classificata        | Seconda classificata      | Terza classificata         |
| ---------------- | -------------------- | -------- | ------------------------- | ------------------------- | -------------------------- |
| 16 dicembre 2010 | Sigulda              | Lettonia | Ekaterina Baturina Russia | Svetlana Tiunova Russia   | Mona Wabnigg Austria       |
| 17 dicembre 2010 | Sigulda              | Lettonia | Ekaterina Baturina Russia | Svetlana Tiunova Russia   | Katrin Rudolph Germania    |
| 14 gennaio 2011  | Altenberg            | Germania | Luzie Loescher Germania   | Aileen Frisch Germania    | Katrinn Rudolph Germania   |
| 21 gennaio 2011  | Schönau am Königssee | Germania | Katrin Rudolph Germania   | Dajana Eitberger Germania | Natalie Burkhardt Germania |
| 28 gennaio 2011  | Igls                 | Austria  | Mona Wabnigg Austria      | Emily Sweeney Stati Uniti | Dajana Eitberger Germania  |

### Doppio
| Data             | Località             | Nazione  | Primi classificati                          | Secondi classificati                        | Terzi classificati                          |
| ---------------- | -------------------- | -------- | ------------------------------------------- | ------------------------------------------- | ------------------------------------------- |
| 16 dicembre 2010 | Sigulda              | Lettonia | Jacob Hyrns Andrew Sherk Stati Uniti        | Aleksandr Denis'ev Vladislav Antonov Russia | Andrej Bogdanov Andrej Medvedev Russia      |
| 17 dicembre 2010 | Sigulda              | Lettonia | Jacob Hyrns Andrew Sherk Stati Uniti        | Andrej Bogdanov Andrej Medvedev Russia      | Aleksandr Denis'ev Vladislav Antonov Russia |
| 14 gennaio 2011  | Altenberg            | Germania | Andrej Bogdanov Andrej Medvedev Russia      | Jacob Hyrns Andrew Sherk Stati Uniti        | Tim Brendel Florian Funk Germania           |
| 22 gennaio 2011  | Schönau am Königssee | Germania | Ludwig Rieder Patrick Rastner Italia        | Andrej Bogdanov Andrej Medvedev Russia      | Tim Brendel Florian Funk Germania           |
| 28 gennaio 2011  | Igls                 | Austria  | Aleksandr Denis'ev Vladislav Antonov Russia | Nico Grüssner Toni Förtsch Germania         | Jacob Hyrns Andrew Sherk Stati Uniti        |

### Gara a squadre
| Data            | Località             | Nazione  | Prima classificata                                                       | Seconda classificata                                             | Terza classificata                                                              |
| --------------- | -------------------- | -------- | ------------------------------------------------------------------------ | ---------------------------------------------------------------- | ------------------------------------------------------------------------------- |
| 22 gennaio 2011 | Schönau am Königssee | Germania | Germania Julian von Schleinitz Katrin Rudolph Tim Brendel / Florian Funk | Stati Uniti Aaron Barge Emily Sweeney Jakob Hyrns / Andrew Sherk | Russia Aleksandr Peretjagin Ekaterina Baturina Andrej Bogdanov/ Andrej Medvedev |

## Classifiche

### Singolo uomini
| Pos. | Nome                  | Nazione  | SIG-1 | SIG-2 | ALT | KÖN | IGL | Totale |
| ---- | --------------------- | -------- | ----- | ----- | --- | --- | --- | ------ |
| 1    | Georg Reumschüssel    | Germania | 2     | 7     | 2   | 5   | 1   | 371    |
| 2    | Aleksandr Peretjagin  | Russia   | 1     | 2     | 3   | 7   | 4   | 361    |
| 3    | Julian von Schleinitz | Germania | 3     | 1     | -   | 1   | -   | 270    |
| 4    | Kevin Fischnaller     | Italia   | 6     | 4     | -   | 3   | 3   | 250    |
| 5    | Vladimir Pitilimov    | Russia   | 4     | 5     | 7   | 8   | 7   | 249    |
| 6    | Florian Berkes        | Germania | 5     | 6     | 6   | 10  | 8   | 233    |
| 7    | Chris Eißler          | Germania | DNF   | 11    | 4   | 4   | 5   | 209    |
| 8    | Julius Löffler        | Germania | -     | -     | 1   | 6   | 6   | 200    |
| 9    | Armin Frauscher       | Austria  | 7     | 10    | 11  | 11  | 11  | 184    |
| 10   | Dominik Fischnaller   | Italia   | -     | -     | -   | 2   | 2   | 170    |

### Singolo donne
| Pos. | Nome               | Nazione     | SIG-1 | SIG-2 | ALT | KÖN | IGL | Totale |
| ---- | ------------------ | ----------- | ----- | ----- | --- | --- | --- | ------ |
| 1    | Ekaterina Baturina | Russia      | 1     | 1     | 4   | 13  | 9   | 329    |
| 2    | Katrin Rudolph     | Germania    | 7     | 3     | 3   | 1   | 10  | 322    |
| 3    | Mona Wabnigg       | Austria     | 3     | 6     | -   | 6   | 1   | 270    |
| 4    | Svetlana Tiunova   | Russia      | 2     | 2     | 6   | 18  | 17  | 267    |
| 5    | Aileen Frisch      | Germania    | 14    | 13    | 2   | 5   | 4   | 258    |
| 6    | Luzie Löscher      | Germania    | 10    | 12    | 1   | 10  | 7   | 250    |
| 7    | Dajana Eitberger   | Germania    | DNF   | 7     | 15  | 2   | 3   | 227    |
| 8    | Birgit Platzer     | Austria     | 4     | 4     | -   | 12  | 5   | 207    |
| 9    | Miriam Kastlunger  | Austria     | 5     | 8     | 9   | 11  | 15  | 196    |
| 10   | Emily Sweeney      | Stati Uniti | 6     | DNF   | -   | 4   | 2   | 195    |

### Doppio
| Pos. | Nome                                 | Nazione     | SIG-1 | SIG-2 | ALT | KÖN | IGL | Totale |
| ---- | ------------------------------------ | ----------- | ----- | ----- | --- | --- | --- | ------ |
| 1    | Jacob Hyrns Andrew Sherk             | Stati Uniti | 1     | 1     | 2   | 6   | 3   | 405    |
| 2    | Andrej Bogdanov Andrej Medvedev      | Russia      | 3     | 2     | 1   | 2   | 4   | 400    |
| 3    | Aleksandr Denis'ev Vladislav Antonov | Russia      | 2     | 3     | 5   | 9   | 1   | 349    |
| 4    | Tim Brendel Florian Funk             | Germania    | 7     | 4     | 3   | 3   | 6   | 296    |
| 5    | Nico Grüssner Toni Förtsch           | Germania    | 4     | 13    | DNF | 4   | 2   | 235    |
| 6    | Marián Zemaník Jozef Petrulák        | Slovacchia  | 5     | 5     | 10  | 7   | 10  | 228    |
| 7    | Ivan Vinnyc'kiy Oleh Fitel           | Ucraina     | 8     | 7     | 8   | 12  | 8   | 204    |
| 8    | Filip Romański Jakub Kowalewski      | Polonia     | 6     | 6     | 9   | 11  | 13  | 203    |
| 9    | Alexandru Codracea Gabriel Barbu     | Romania     | 11    | 12    | 11  | 8   | 9   | 181    |
| 10   | Robin Geueke David Gamm              | Germania    | -     | -     | 4   | 5   | 5   | 170    |